# Nagrobek Filipa Śmiałego
Nagrobek Filipa Śmiałego – nagrobek księcia Burgundii Filipa Śmiałego wykonany  w latach 1384-1410 przez rzeźbiarzy Jeana de Marville, Clausa Slutera i Clausa de Werve. Polichromię wykonał Jean Malouel, oficjalny malarz księcia.

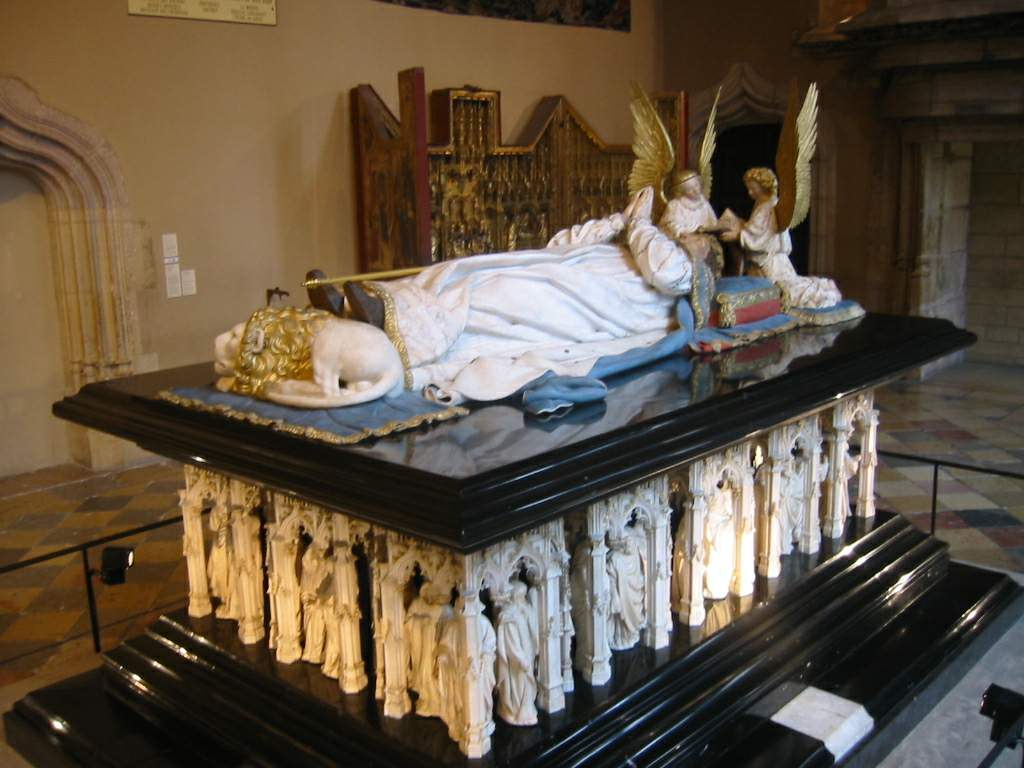
Widok nagrobka Filipa Śmiałego

Nagrobek uznawany jest za arcydzieło sztuki burgundzkiej. Przedstawia zmarłego w postaci leżącej, z otwartymi oczyma, ze złożonymi dłońmi i stopami opartymi na lwie. Przy poduszce księcia znajdują się dwa anioły (co symbolizowało wznoszenie się duszy do nieba – łac. elevatio animae), trzymające nad głową księcia jego hełm bojowy. Płyta wierzchnia wykonana jest z czarnego marmuru z północnej Francji. Na bocznych arkadach podstawy przedstawiony jest pochód 41 płaczków z alabastru.
Nagrobek niegdyś znajdował się w prezbiterium kościoła zespołu klasztornego w Champmol. W czasie rewolucji przeniesiony został do katedry Saint-Bénigne w Dijon, aby uchronić go przed zniszczeniem; w 1793 r. został jednak pocięty na kawałki. Zrekonstruowano go w latach 1819-1826, uzupełniając i modyfikując zniszczone fragmenty - m.in. niektóre figury płaczków zostały zastąpione  kopiami. Obecnie nagrobek znajduje się w pałacu książąt burgundzkich, siedzibie Muzeum Sztuk Pięknych w Dijon.